# Iwan Redan
Iwan Benito Marvin Redan (Rotterdam, 21 augustus 1980) is een voormalig Nederlands betaald voetballer. Hij speelde bij voorkeur als aanvaller.

## Carrière
Redan doorliep de jeugdopleiding bij Sparta en tekende zijn eerste profcontract bij Vitesse, maar maakte in 1999 zijn competitiedebuut in het betaald voetbal op huurbasis bij RBC Roosendaal in de eerste divisie. Vervolgens speelde hij voor RKC Waalwijk, Roda JC (op huurbasis), Willem II en Cardiff City (op huurbasis).
Bij Willem II had hij een contract tot juli 2008. Redan werd echter persona non grata nadat hij zijn ploeggenoot Kristof Imschoot een kopstoot gaf tijdens een bekerwedstrijd tegen De Graafschap. Nadat hij eerst een half jaar verhuurd werd aan Cardiff City FC werd in september 2007 zijn contract in Tilburg in overleg ontbonden. Vervolgens trainde hij bij RKC Waalwijk. In januari 2008 tekende hij een contract voor een half jaar bij RBC Roosendaal.
Op 28 juni 2008 werd bekend dat Redan vanaf het seizoen 2008/2009 ging spelen bij AEP Paphos. Hij maakte daar seizoen niet af, maar tekende in januari 2009 een contract bij Excelsior. In augustus 2010 ging hij ermee akkoord om een jaar op amateurbasis voor Sparta te gaan spelen in de eerste divisie, nadat hij daar eerst een paar weken op proef meetrainde. Eerdere proefperiodes bij FC Den Bosch, Fortuna Sittard, FC Zwolle en VfL Osnabrück leverden Redan geen aanbod om te blijven op. Ook bij Sparta Rotterdam bleef hij niet voor lange tijd, na een halfjaar verkaste hij alweer naar Almere City FC. In 2011 wenste Almere City FC geen beroep te doen op zijn diensten. In augustus 2011 werd bekend dat Redan ging spelen voor SC Feyenoord die op dat moment uitkwam in de Hoofdklasse, destijds het vierde voetbalniveau in Nederland.

## Clubstatistieken
| Seizoen  | Club                     | Competitie             | Duels | Goals |
| -------- | ------------------------ | ---------------------- | ----- | ----- |
| 1999-'00 | Vitesse                  | Eredivisie             | 0     | 0     |
| 1999-'00 | → RBC Roosendaal (huur)  | Eerste divisie         | 9     | 2     |
| 2000-'01 | RKC Waalwijk             | Eredivisie             | 24    | 5     |
| 2001-'02 | RKC Waalwijk             | Eredivisie             | 0     | 0     |
| 2002-'03 | RKC Waalwijk             | Eredivisie             | 5     | 0     |
| 2003-'04 | RKC Waalwijk             | Eredivisie             | 18    | 8     |
| 2003-'04 | Roda JC                  | Eredivisie             | 11    | 5     |
| 2004-'05 | Willem II                | Eredivisie             | 26    | 6     |
| 2005-'06 | Willem II                | Eredivisie             | 11    | 8     |
| 2006-'07 | Willem II                | Eredivisie             | 15    | 2     |
| 2006-'07 | → Cardiff City FC (huur) | Championship           | 2     | 0     |
| 2007-'08 | RBC Roosendaal           | Eerste divisie         | 13    | 1     |
| 2008-'09 | AEP Paphos FC            | A Divizion             | -     | -     |
| 2008-'09 | Excelsior                | Eerste divisie         | 1     | 0     |
| 2010-'11 | Sparta Rotterdam         | Eerste divisie         | 4     | 0     |
| 2010-'11 | Almere City FC           | Eerste divisie         | 10    | 3     |
| 2011-'12 | Sportclub Feyenoord      | Hoofdklasse zondag     | -     | -     |
| 2012-'13 | Zwaluwen                 | Zaterdag Hoofdklasse B | -     | -     |